# Octomeria rodeiensis
Octomeria rodeiensis là một loài lan đặc hữu của đông nam Brasil và Ecuador.

## Hình ảnh

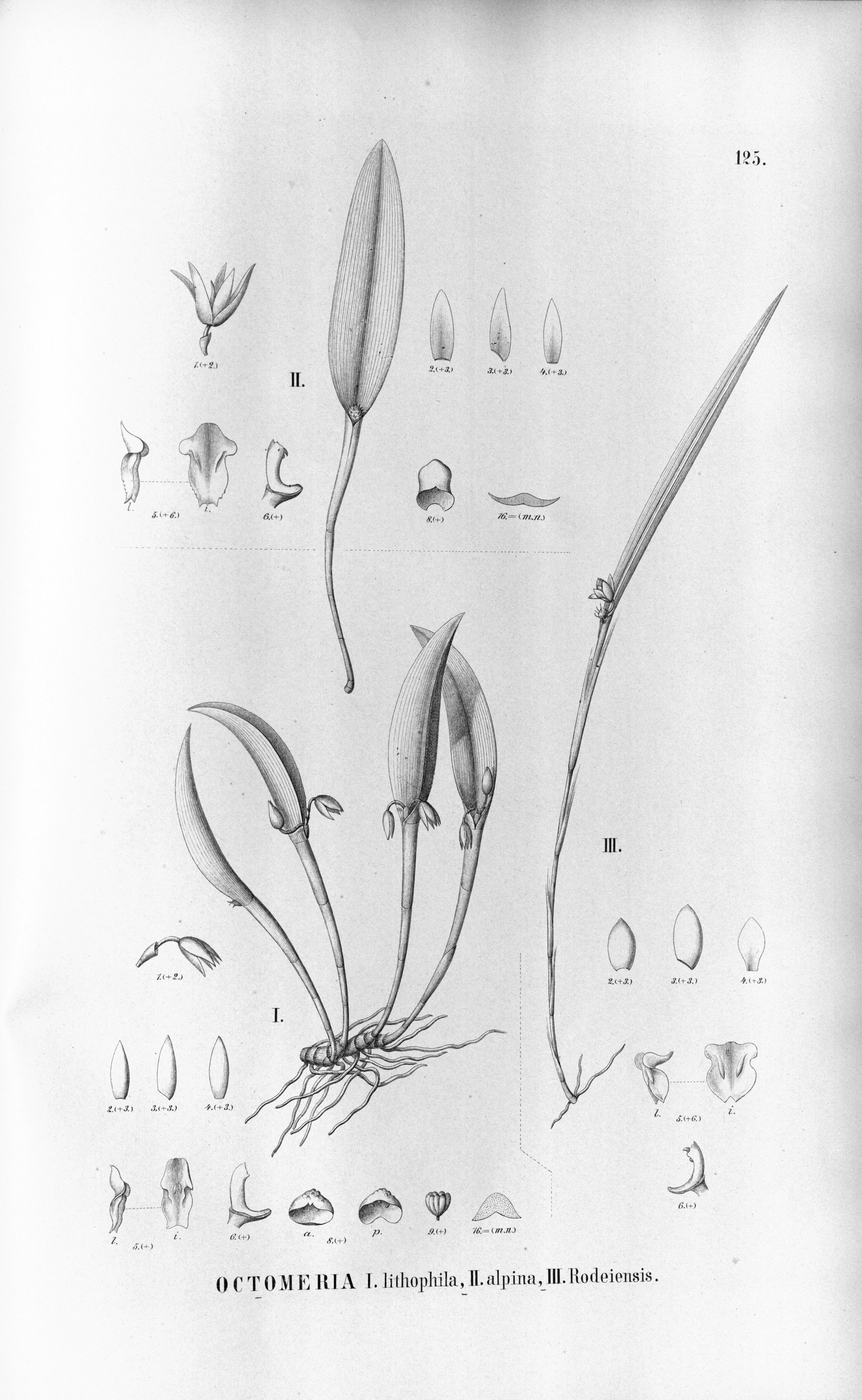